# Lettere greche in matematica, scienze, ingegneria
Le lettere dell'alfabeto greco vengono spesso utilizzate nelle scienze in aggiunta alle lettere dell'alfabeto latino e ad altri simboli, per denotare particolari concetti e oggetti quali costanti, funzioni, particelle elementari, eccetera.
Molte notazioni vengono introdotte in un ambito ristretto ed esauriscono il proprio significato al suo interno ("Il coseno di un angolo α ..."), mentre altre sono diventate convenzionali e vengono accolte universalmente ({\displaystyle \pi }=3,1415...).
In questi contesti le lettere maiuscole e minuscole, come per l'alfabeto latino, rappresentano entità distinte, non necessariamente correlate. Vengono raramente impiegate quelle lettere greche che possono essere confuse con lettere latine, come le maiuscole Α Β Ε Ζ Η Ι Κ Μ Ν Ο Ρ Τ Υ Χ, e le minuscole ι ο υ. Si è inoltre diffusa la scrittura mu e nu delle lettere mi e ni.

## Tipografia
Il formato delle lettere greche utilizzate per scopi scientifici è spesso differente da quello utilizzato nei testi in greco: sono infatti adatte per essere utilizzate isolate e non collegate con altre lettere, e a volte posseggono varianti non utilizzate in tipografia.
Il formato del font OpenType contiene il tag "mgrk"  (greco matematico) che identifica i glifi che rappresentano le lettere greche da usare in ambito matematico.
La tabella seguente mette in risalto le differenze di resa delle lettere greche rese tra il TeX e lo HTML. Il TeX utilizza lo stile inclinato, seguendo la convenzione per la scrittura delle variabili; possiede inoltre diverse varianti grafiche per alcune lettere.
| Nome    | TeX                                               | HTML |
| ------- | ------------------------------------------------- | ---- |
| Alfa    | {\displaystyle \mathrm {A} \alpha }               | Αα   |
| Beta    | {\displaystyle \mathrm {B} \beta }                | Ββ   |
| Gamma   | {\displaystyle \Gamma \gamma }                    | Γγ   |
| Delta   | {\displaystyle \Delta \delta }                    | Δδ   |
| Epsilon | {\displaystyle \mathrm {E} \epsilon \varepsilon } | Εε   |

| Nome  | TeX                                      | HTML |
| ----- | ---------------------------------------- | ---- |
| Zeta  | {\displaystyle \mathrm {Z} \zeta }       | Ζζ   |
| Eta   | {\displaystyle \mathrm {H} \eta }        | Ηη   |
| Theta | {\displaystyle \Theta \theta \vartheta } | Θθ   |
| Iota  | {\displaystyle \mathrm {I} \iota }       | Ιι   |
| Kappa | {\displaystyle \mathrm {K} \kappa }      | Κκ   |

| Nome    | TeX                                      | HTML |
| ------- | ---------------------------------------- | ---- |
| Lambda  | {\displaystyle \Lambda \lambda }         | Λλ   |
| Mi      | {\displaystyle \mathrm {M} \mu }         | Μμ   |
| Ni      | {\displaystyle \mathrm {N} \nu }         | Νν   |
| Xi      | {\displaystyle \Xi \xi }                 | Ξξ   |
| Omicron | {\displaystyle \mathrm {O} \mathrm {o} } | Οο   |

| Nome    | TeX                                       | HTML |
| ------- | ----------------------------------------- | ---- |
| Pi      | {\displaystyle \Pi \pi \varpi }           | Ππ   |
| Rho     | {\displaystyle \mathrm {P} \rho \varrho } | Ρρ   |
| Sigma   | {\displaystyle \Sigma \sigma \varsigma }  | Σσ   |
| Tau     | {\displaystyle \mathrm {T} \tau }         | Ττ   |
| Ypsilon | {\displaystyle \Upsilon \upsilon }        | Υυ   |

| Nome    | TeX                                | HTML |
| ------- | ---------------------------------- | ---- |
| Phi     | {\displaystyle \Phi \phi \varphi } | Φφ   |
| Chi     | {\displaystyle \mathrm {X} \chi }  | Χχ   |
| Psi     | {\displaystyle \Psi \psi }         | Ψψ   |
| Omega   | {\displaystyle \Omega \omega }     | Ωω   |
| Digamma | {\displaystyle \digamma }          | Ϝϝ   |

## Utilizzo generico

### Ordine
Un utilizzo molto comune è quello di indicare l'ordine tra alcuni oggetti tramite l'ordine alfabetico delle lettere: α è il primo, β il secondo, γ il terzo, δ il quarto e così via.
- In astronomia la nomenclatura di Bayer prevede che la stella più brillante di una costellazione sia α, la successiva β, e così via, seguendo l'ordine dell'alfabeto greco. Ad esempio Betelgeuse (α Orionis, alfa di Orione) è la stella più luminosa di Orione, seguita da Rigel (β Orionis), Bellatrix (γ), Alnitak (δ), Alnilam (ε), eccetera. Questa nomenclatura non utilizza soltanto le lettere greche ma anche, terminate quelle, le lettere latine minuscole e poi le maiuscole (come per P Cygni).
- In elettronica i rapporti di corrente tra gli estremi di un transistor a giunzione bipolare sono α e β.
- In etologia l'individuo che occupa il rango sociale più alto in una comunità è detto alfa (maschio alfa, femmina alfa).
- In fisica le tre radiazioni nucleari più note sono i raggi α, i raggi β e i raggi γ, che prendono il nome dall'iniziale classificazione di Rutherford.
- In aerodinamica gli angoli di attacco e di sideslip di un profilo alare sono α e β.
- In geometria solida l'orientamento di un corpo è dato dai suoi tre angoli di Eulero: α, β e γ.
- In informatica le prime versioni di un programma sono la versione alfa (in fase di sviluppo) e la versione beta (in fase di prova).
- In neurologia le onde rilevate da un elettroencefalogramma venivano inizialmente divise secondo la loro frequenza in onde α, β, γ e δ.
- In statistica le probabilità di un test di compiere errori del primo o del secondo tipo sono α e β.

### Iniziali
In generale, inoltre, un oggetto può essere indicato per comodità con la lettera corrispondente alla sua iniziale (un piano π), e oggetti simili con le lettere successive (angolo α e β). Alcune convenzioni sono nate in questo modo, come il simbolo di sommatoria {\displaystyle \Sigma }. Nello stesso modo una lettera greca può rappresentare una "variante" del concetto rappresentato dalla lettera latina corrispondente (in relatività ristretta i tempi t e τ misurati da due osservatori).
- Α e α per: accelerazione angolare, ascensione retta
- Γ e γ per: coefficiente
- Δ e δ per: differenza finita, operatore differenziale, differenza simmetrica, determinante, discriminante, declinazione, densità
- Ε e ε per: errore statistico, emissività, estensione, permittività elettrica, deformazione
- Η e η per: elasticità, efficienza, rendimento
- Θ e θ per: tempo medio fra i guasti, temperatura potenziale
- Κ e κ per: condizionamento, curvatura, connettività, conducibilità termica, coefficiente elastico, costante dielettrica
- Λ e λ per: lunghezza d'onda
- Μ e μ per: misura, media, permeabilità magnetica, mobilità elettrica, massa ridotta
- Π e π per: profitto, pi greco
- Ρ e ρ per: raggio, resistività elettrica
- Σ, σ e ς per: selezione, sezione d'urto, densità superficiale di carica, tensione (forza su una superficie)
- Τ e τ per: tempo (costante di tempo, tempo proprio, tempo di vita media), sforzo di taglio
- Φ e φ per: funzione (funzione d'onda, funzione di ripartizione, funzione di densità di probabilità, funzione olomorfa), flusso magnetico, fenile, Latitudine(astronomia)
- Χ e χ per: numero cromatico dei vertici, carattere

## Concetti specifici

### Alfa

#### α
- il reciproco del rapporto di sacrificio
- la costante di struttura fine in fisica
- una particella α (He2+)
- il coefficiente di dilatazione termica lineare
- la diffusività termica
- il carbonio alfa è il primo atomo di carbonio dopo quello attaccato ad un gruppo funzionale in chimica organica
- l'α-carbonio è la colonna principale di carbonio negli aminoacidi

### Beta

#### Β
- la funzione beta di Eulero
- la funzione beta di Dirichlet

#### β
- il coefficiente beta, cioè il coefficiente di rischiosità sistematica non diversificabile in matematica finanziaria
- gli effetti del primo ordine della variazione della forza di Coriolis rispetto alla latitudine nella dinamica planetaria
- una particella β (e-)
- l'intensità acustica
- la velocità diviso la velocità della luce nella teoria della relatività ristretta
- la latitudine eclittica in astronomia

### Gamma

#### Γ
- la funzione Gamma di Eulero, generalizzazione del fattoriale
- la funzione gamma incompleta
- il gruppo modulare delle trasformazioni lineari fratte (di Moebious)
- la distribuzione gamma, una distribuzione continua definita usando la funzione Gamma
- il simbolo di Christoffel del secondo tipo

#### γ
- la funzione gamma incompleta
- la costante di Eulero-Mascheroni in matematica
- una delle 5 lettere greche che misurano i coefficienti di sensibilità delle opzioni di rischio in matematica finanziaria
- un raggio gamma e un fotone
- l'indice adiabatico in termodinamica
- il fattore di Lorentz nella teoria della relatività ristretta

### Delta

#### Δ
- un operatore di Laplace
- un angolo che sottende l'arco di una curva circolare in topografia
- il massimo grado di ciascun vertice di un grafo
- il calore nelle formule chimiche

#### δ
- la funzione delta di Kronecker
- la funzione delta di Dirac
- l'integrale Skorohod nel calcolo di Malliavin per l'analisi stocastica
- il grado minimo di ciascun vertice di un grafo
- una delle 5 lettere greche che misurano i coefficienti di sensibilità delle opzioni di rischio in matematica finanziaria (sensibilità al prezzo)
- la funzione di Turner nel calcolo computazionale dei materiali
- la misura della non-centralità in statistica[1]

### Epsilon

#### ε
- una quantità infinitesimale (vedere il concetto di limite)
- il limite di una sequenza tipo {\displaystyle \omega ,\omega ^{\omega },\omega ^{\omega ^{\omega }},\dots } nella teoria degli insiemi
- la stringa vuota in informatica
- il simbolo di Levi-Civita
- la permittività dielettrica in elettromagnetismo
- l'inclinazione assiale della Terra in astronomia
- il simbolo di appartenenza ({\displaystyle \in }) della teoria degli insiemi è basato sulla lettera ε[senza fonte]

### Zeta

#### ζ
- la funzione zeta di Riemann e le altre funzioni zeta in matematica
- il coefficiente di viscosità nella dinamica dei polimeri
- il rapporto di attenuazione
- la vorticosità relativa verticale in fluidodinamica

### Eta

#### η
- il coefficiente di regressione parziale in statistica
- la vorticosità assoluta verticale (vorticosità relativa + effetto di Coriolis) in fluidodinamica
- un indice di rifrazione[senza fonte]
- un tipo di mesone
- il tensore di Minkowski nella teoria della relatività
- il rendimento di un motore termico o, più in generale, di un qualsiasi sistema

### Theta

#### Θ
- un comportamento asintotico all'infinito (notazione O-grande)
- una delle 5 lettere greche che misurano i coefficienti di sensibilità delle opzioni di rischio in matematica finanziaria (sensibilità al trascorrere del tempo)
- un numero ordinale nella teoria degli insiemi

#### θ
- l'angolo con l'asse x (ascisse) in un piano-xy in coordinate polari, cilindriche o sferiche
- il contenuto idrico del terreno nella scienza del suolo
- la temperatura di Debye
- la funzione theta

### Iota

#### ι
- l'indice generatore di funzione nel linguaggio di programmazione APL (nella forma ⍳)

### Kappa

#### κ
- La curva kappa
- l'indice adiabatico in termodinamica (generalmente, però, si usa γ)
- l'indice di diffusività termica in fluidodinamica

### Lambda

#### Λ
- la funzione di von Mangoldt in teoria dei numeri
- l'insieme degli assiomi logici deduttivi nella teoria del primo ordine
- la costante cosmologica
- un tipo di  barione
- la permeanza di un materiale in elettromagnetismo

#### λ
- una unità di misura di volume uguale a un microlitro (1 μL) o un millimetro cubo (1 mm³)
- funzioni nel calcolo lambda
- un autovalore generico in algebra lineare
- il tasso degli arrivi nella teoria delle code
- il tempo di vita media in una distribuzione esponenziale (utilizzata in statistica, fisica e altre attività scientifiche)
- il tasso di errore nella teoria dell'attendibilità
- il numero atteso di eventi in una distribuzione di Poisson in teoria della probabilità
- il moltiplicatore di Lagrange nei metodi matematici di ottimizzazione; conosciuto anche come prezzo-ombra in economia
- la misura di Lebesgue
- la longitudine in geodesia
- la densità lineare
- la longitudine eclittica in astrometria
- la funzione di Liouville in teoria dei numeri
- la funzione di Carmichael in teoria dei numeri
- il calore latente di fusione
- la lunghezza d'onda associata di un raggio di luce incidente nella legge di Snell

### Mi

#### μ
- la funzione di Möbius in teoria dei numeri
- la rappresentazione di un anello nella teoria delle rappresentazioni
- il prefisso micro del Sistema internazionale di unità di misura che esprime 10−6 (un milionesimo)
- il coefficiente di attrito in fisica
- la permeabilità magnetica in elettrotecnica
- il tasso di servizio in teoria delle code
- la viscosità dinamica in fisica
- un muone
- il potenziale chimico in fisica della materia condensata

### Ni

#### ν
- la frequenza in hertz in fisica
- il coefficiente di Poisson
- un neutrino
- la viscosità cinematica di un fluido
- il coefficiente stechiometrico in chimica

### Xi

#### Ξ
- un tipo di barione

#### ξ
- la portata di una reazione chimica
- la lunghezza coerente di una sorgente coerente in fisica
- il rapporto di attenuazione
- l'insieme universo

### Omicron

#### Ο
- la notazione O-grande (può essere usata la lettera latina O maiuscola)

### Pi

#### Π
- il simbolo di produttoria

#### π
- il rapporto fra la lunghezza della circonferenza e quella del diametro di un cerchio (costante di Archimede)
- funzione di distribuzione dei numeri primi
- l'inflazione in macroeconomia, espressa come costante rispetto al tempo
- la distribuzione degli stati di una catena di Markov
- un tipo di legame covalente in chimica (legame pi greco)
- un pione (mesone pi greco)
- uno speciale tipo di modello di segnale in elettronica conosciuto come modello ibrido pi greco
- la pressione osmotica di una soluzione

#### ϖ
- la frequenza angolare di un'onda oceanica in dinamica dei fluidi
- la longitudine del periasse in meccanica celeste
- la distanza commovente in cosmologia

### Rho

#### ρ
- il coefficiente di correlazione in statistica
- una delle 5 lettere greche che misurano i coefficienti di sensibilità delle opzioni di rischio in matematica finanziaria (sensibilità al tasso d'interesse)
- densità (massa per unità di volume)
- l'operatore "shape" o "reshape" nel linguaggio APL
- l'utilizzazione in teoria delle code
- un generico raggio in coordinate polari, oppure un raggio di curvatura
- la resistività o resistenza specifica in elettrotecnica

### Sigma

#### Σ
- l'operatore di  sommatoria
- la matrice delle covarianze
- l'insieme dei simboli terminali di una grammatica formale

#### σ
- la costante di Stefan-Boltzmann (fisica del corpo nero)
- la funzione divisore in teoria dei numeri
- la parte reale di una variabile complessa s = σ + i t  in teoria analitica dei numeri
- il segno di una permutazione nella teoria dei gruppi finiti
- la deviazione standard o la dispersione statistica nella teoria della probabilità e in statistica
- un tipo di legame covalente in chimica (legame sigma)
- l'operatore di selezione nell'algebra relazionale

### Tau

#### τ
- la particella elementare leptone tau
- un coefficiente di correlazione (tau di Kendall)
- la funzione tau di Ramanujan in teoria dei numeri
- la misura dell'opacità in astronomia (quanta luce del sole non può penetrare nell'atmosfera)
- l'operatore " intertwining " nella teoria delle rappresentazioni
- la proteina tau in biochimica
- il numero di divisori di un numero molto grande
- diversa rappresentazione della variabile tempo, con sfasamento
- la costante di tempo di carica - scarica di un condensatore o induttore

### Ypsilon

#### υ
- una particella elementare

### Phi

#### Φ
- il gruppo funzionale fenile in chimica organica
- il flusso magnetico o, più in generale, una generica funzione flusso

#### φ
- il rapporto aureo \frac{1+\sqrt{5}}{2} in matematica, arte e architettura
- la funzione totiente di Eulero (funzione phi)
- l'argomento di un numero complesso
- l'angolo rispetto all'asse z in coordinate sferiche
- la latitudine in geodesia
- un campo scalare
- il potenziale elettrico
- il flusso magnetico concatenato

### Chi

#### χ
- la distribuzione chi in statistica. Generalmente si usa la distribuzione chi quadrato (χ{\displaystyle ^{2}})
- la caratteristica di Eulero in topologia algebrica
- l'elettronegatività nella tavola periodica degli elementi
- la frequenza di Rabi
- la trasformata di Fourier di una funzione a risposta lineare (suscettività)
- la frazione molare in chimica

### Psi

#### Ψ
- l'energia potenziale dell'acqua

#### ψ
- la funzione d'onda della equazione di Schrödinger in meccanica quantistica
- la funzione della corrente in fluidodinamica
- l'angolo fra la linea dei nodi e l'asse x nella dinamica dei veicoli
- l'angolo fra l'asse x  e la tangente alla curva in un sistema di coordinate intrinseche
- il flusso magnetico concatenato totale

### Omega

#### Ω
- la costante Omega
- il limite inferiore (asintotico) riferito alla notazione O-grande
- l'insieme dei possibili stati di un sistema in meccanica statistica e teoria della probabilità
- l'unità della resistenza elettrica nel sistema internazionale di unità di misura (ohm)
- il tasso di rotazione di un oggetto, in particolare di un pianeta, in dinamica
- un angolo solido
- un barione
- la funzione Omega grande per contare il numero di fattori primi
- l'omega grande nelle espressioni asintotiche
- l'ascensione retta del nodo ascendente in meccanica celeste

#### ω
- il primo numero ordinale transfinito
- l'insieme dei numeri naturali nella teoria degli insiemi (generalmente, nelle altre branche della matematica, si usa {\displaystyle \mathbb {N} } o N)
- una quantità asintoticamente dominante definita con la notazione O-grande
- la velocità angolare
- la velocità verticale nelle coordinate basate sulla pressione nella dinamica dell'atmosfera
- un mesone
- una forma differenziale (specialmente in uno spazio analitico)
- l'argomento del periasse in meccanica celeste

(la variante grafica ϖ della pi greca è spesso realizzata con una soprallineatura su omega)

### Digamma

#### Ϝ
- la funzione digamma (a volte indicata semplicemente con la lettera latina F)